# Studenternes Efterretningstjeneste
 Der er for få eller ingen kildehenvisninger i denne artikel, hvilket er et problem. Du kan hjælpe ved at angive troværdige kilder til de påstande, som fremføres i artiklen.

Studenternes Efterretningstjeneste (forkortet S.E.) var en dansk modstandsorganisation under Danmarks besættelse, dannet på initiativ af de to prominente konservative ungdomspolitikere Arne Sejr og Erik Ninn-Hansen i 1942.
Arne Sejr havde fra besættelsens første dag været stærkt forarget over danskernes passive accept af den tyske besættelsesmagt. Derfor brugte han meget energi på at opildne Konservative Ungdom i Slagelse til modstand, hvor han fungerede som formand. Under Sejrs ledelse begik foreningen mindre aktioner som at pifte tyske køretøjer, vende vejskilte den gale vej og begå hærværk mod værnemageres virksomheder.
Da Arne tog til København for at studere på Københavns Universitet, blev han hurtigt optaget i Konservative Studerende. Her mødte han mange, som delte hans foragt for den tyske besættelsesmagt. Sammen med Erik Ninn-Hansen stiftede han Studenternes Efterretningstjeneste. Modstandsbevægelsen bestod af omkring 500 unge fra Konservativ Ungdom og Konservative Studerende samt løsgængere.
Blandt de løsgående medlemmer var Dorthe Emilie Røssell, der som 6-årig begyndte med at hjælpe sin far.
Fra august 1942 udgav Studenternes Efterretningstjeneste et illegalt blad af samme navn og deltog i indsamling af militære efterretninger, som de sendte til London. Disse efterretninger skulle vise sig at have stor betydning for de Allieredes krigsindsat i Danmark. Derudover udviklede S.E et yderst bredt og dybdegående spionnetværk i Danmark. Netværket skulle sikre informationer til London og modstandsgrupper. 
S.E blev hurtigt stærkt velorganiseret og var hurtigt indblandet i alt fra sabotage, våbensmugling, likvideringer og efterretningsindsamling. 
En kampgruppe blev oprettet. Den skulle stå for at likvidere stikkere og andre forrædere som aktivt bekæmpede modstandsbevægelsen. Kampgruppen bestod af konservative gardere og gardehusarer. Den regulære kampgruppe blev ledet af gardehusar, officiant Christian Fries.
Dog var Studenternes Efterretningstjenestes fineste formåen, at sikre jødernes flugt til Sverige. Da de danske jøder blev forsøgt arresteret af besættelsesmagten i oktober 1943, stod S.E. for organisering flugtruter af jøderne til Sverige, og fra 1944 blev der etableret en stabil forbindelse over Øresund baseret på fisker- og hurtigbåde.
Mange fra S.E. gemte jøderne i deres hjem, til at stabile flugtruter blev etableret. 
Arne Sejr var i en træfning med Gestapo blevet skudt i benet og lå i skjul i Sydsjælland. Dog rejste han sig fra sit sygeleje for personligt at organisere flugtruter for jøderne. 
Det vurderes, at uden S.E.s hurtige og kompetente organisering af flugtruter for de danske jøder, var størstedelen af jøderne endt i tyske koncentrationslejre. S.E.s bidrag er derfor af stor betydning.